# 한수현 (배우)
한수현(1977년 9월 8일 ~ )은 대한민국의 배우이다.
이전에는 한성천이라는 이름으로 활동하였으나, 2019년 소속사 워크하우스에서 새롭게 시작하면서 한수현으로 개명했다.

## 학력
- 안양예술고등학교
- 중앙대학교 연극영화과

## 출연 작품

### 영화
- 《비공식작전》 (2023년) - 김성호 행정관 역
- 《돌멩이》 (2020년) - 진환 역
- 《백두산》 (2019년) - 김 상사 역
- 《어쩌다, 결혼》 (2019년) - 첫째오빠 역
- 《핑키》 (2018년) - 태환 역
- 《원더풀 고스트》 (2018년) - 형사 1 역
- 《공작》 (2018년) - 광고촬영감독 역
- 《1987》 (2017년) - 사무장 역
- 《대장 김창수》 (2017년) - 집배원 역
- 《범죄도시》 (2017년) - 바다이야기 사장 역
- 《소시민》 (2017년) - 재필 역
- 《두 남자》 (2016년) - 강 형사 역
- 《터널》 (2016년) - 드론 기술자 역
- 《성난 변호사》 (2015년) - 공판검사 역
- 《베테랑》 (2015년) - 신진물산 경비 역
- 《악의 연대기》 (2015년) - 조 형사 역
- 《역린》 (2014년) - 주서 역
- 《롤러코스터》 (2013년) - 한기범 기장 역[3]
- 《더 테러 라이브》 (2013년) - 라디오 PD 역[4]
- 《577프로젝트》 (2012년) - 본인 역
- 《이웃사람》 (2012년) - 강 형사 역
- 《범죄와의 전쟁: 나쁜놈들 전성시대》 (2012년) - 판호 조직원 11 역
- 《용서받지 못한 자》 (2005년) - 대석 역[5]

### 드라마
- 《꽃 피면 달 생각하고》 (2021년, KBS2) - 연채봉 역
- 《십시일반》 (2020년, MBC) - 독고철 역
- 《아무도 모른다》 (2020년, SBS) - 김창수 역
- 《싸이코패스 다이어리》 (2019년, tvN) - 박무석 역
- 《드라마 스테이지 - 오늘도 탬버린을 모십니다》 (2017년, tvN)
- 《귀신 보는 형사 처용 2》 (2015년, OCN)
- 《내겐 너무 사랑스러운 그녀》 (2014년, SBS) - 다이브 역

### 연극
- 《낮병동의 매미들》 (2009년)